# Carex candriana
Carex candriana là một loài thực vật có hoa trong họ Cói. Loài này được Kneuck. mô tả khoa học đầu tiên năm 1899.